# 冷たい月を抱く女
『冷たい月を抱く女』（つめたいつきをだくおんな、Malice） は、1993年のアメリカ合衆国・カナダのサスペンス映画。監督はハロルド・ベッカー、出演はアレック・ボールドウィンとニコール・キッドマンなど。ある夫婦と友人の医師の3人が織りなす、奇怪な事件の顛末を描いている。意表を突くドンデン返しや自分が神だと錯覚する心理現象「ゴッド・コンプレックス」が話題となった。

## ストーリー
ある町で、女子大学生ばかりが襲われる連続レイプ事件が起きる。被害者が在籍している大学の若き学長補佐アンディ・セイフィアンはこの事態に頭を悩ませていた。一方、大学病院に赴任して来たばかりの天才医師ジェッド・ヒルが被害者の手術を担当し、瀕死だった被害者は一命を取り留める。これをきっかけにジェッドと出会ったアンディは、ジェッドが高校時代の同窓で地味だった自分と対照的に人気者だったことを思い出す。
アンディの妻トレイシーは大学病院の小児病棟でボランティアとして働いている。夫婦の家は南北戦争の時代からある由緒ある屋敷だが、配管を修理する必要があり、その修理に莫大な費用がかかることから、アンディは3階をジェッドに貸すことにする。
そんなある日、面接する予定だった女子学生が姿を現さないことを不審に思ったアンディが彼女の家を訪れると、彼女が庭で死んでいるのを発見する。ところが、犯人の血液型とアンディの血液型が同じであったことからアンディは警察で精液の検査を受けることになる。その頃、トレイシーが持病の腹痛を訴え、救急車で大学病院に運び込まれる。ジェッドが手術し、破裂した卵巣を摘出するが、同時に4週目の胎児も失う。更にもう1つの卵巣が壊死状態にあることが分かると、緊急を要する事態に、ジェッドはアンディの許可を得た上で壊死した卵巣を摘出する。これにより命を救われたトレイシーだったが、子供の産めない身体となってしまう。
ところが摘出された卵巣が病理検査の結果、実際には正常だったことが判明したことから、摘出を許可したアンディに対してトレイシーは別れを告げ、ジェッドを相手に2,000万ドルもの損害賠償を請求し、医師賠償保険により全額が支払われる。
一方、傷心のアンディは、ある晩、用務員のアール・リーマスが連続レイプ魔であることを知る。激しい格闘の末、アンディに叩きのめされたリーマスは逮捕される。その夜アンディは、事件を担当しているダナ・ハリス刑事から以前の精液検査の結果を見せられ、自分が「無精子症」であることを知る。トレイシーの妊娠がかねてより関係を怪しんでいた弁護士デニス・ライリーとの浮気の結果だと考えたアンディは、ジェッドに「自分たち2人はトレイシーにはめられたのだ」と訴える。
ところが、ライリーに会ったアンディは、ライリーとトレイシーとの間には何もなかったこと、またトレイシーが数年前に死んだと言っていた実母がまだ生きていることを知らされる。アンディはトレイシーの母親に会いに行き、そこでトレイシーの過去と自分がトレイシーに完全に騙されていたことを知る。更に、トレイシーが持病の腹痛を診てもらっていたというデビッド・リリアンフィールドという医師が関与していることに気付く。
リリアンフィールドの家を見つけ出したアンディは、そこでトレイシーとリリアンフィールドの姿を目撃する。リリアンフィールドの正体はジェッドであり、持病の腹痛も卵巣の破裂も、全ては2人が仕組んだ自作自演だったのである。
アンディに秘密がバレたと気付いたトレイシーは、アンディと会う。そこでアンディは、向かいの家の少年がジェッドとトレイシーの関係を目撃していたことをトレイシーに告げ、口止めに1,000万ドルを要求する。それを知ったジェッドはアンディに金を払うことを提案するが、アンディに1銭も渡したくないトレイシーはジェッドを撃ち殺す。
「金を渡す」と電話でアンディをおびき出し、家を留守にさせたトレイシーは、向かいの家に忍び込み、目撃者の少年を殺そうとする。しかし、全てはアンディとハリス刑事が仕組んだ罠だった。トレイシーは現行犯で逮捕され、そこで目撃者とされた少年が盲目であることを初めて知る。

## 登場人物
ジェッド・ヒル
大学病院に赴任して来た、陽気だが傲慢な天才医師。
トレイシー・ケンシンガー
大学病院の小児科でボランティアで働く女性。
アンディ・セイフィアン
学長補佐。トレイシーの夫。ジェッドとは高校の同窓。
ダナ・ハリス刑事
連続レイプ事件の担当刑事
マーティン・ケスラー博士
ハーバード大学医学部のジェッドの師。
ケンシンガー夫人
トレイシーの母。飲んだくれ。
デニス・ライリー
トレイシーの弁護士。
レスター・アダムス

アール・リーマス
大学の用務員。地下の倉庫で暮らしている。
ポーラ・ベル
アンディの大学の女子学生。連続レイプ魔に殺される。
クローディア
ライリーの秘書。

## キャスト
| 役名                     | 俳優                         | 日本語吹替          | 日本語吹替                      |
| 役名                     | 俳優                         | VHS・LD版           | テレビ東京版                    |
| ------------------------ | ---------------------------- | ------------------- | ------------------------------- |
| ジェッド・ヒル           | アレック・ボールドウィン     | 辻親八              | 江原正士                        |
| トレイシー・ケンシンガー | ニコール・キッドマン         | 田中敦子            | 田中敦子                        |
| アンディ・セイフィアン   | ビル・プルマン               | 掛川裕彦            | 牛山茂                          |
| ダナ・ハリス刑事         | ビビ・ニューワース           | 定岡小百合          | 一柳みる                        |
| マーティン・ケスラー博士 | ジョージ・C・スコット        | 島香裕              | 宮部昭夫                        |
| ケンシンガー夫人         | アン・バンクロフト           | 藤堂陽子            | 藤夏子                          |
| デニス・ライリー         | ピーター・ギャラガー         | 星野充昭            | 相沢正輝                        |
| レスター・アダムス       | ジョセフ・ソマー             | 城山堅              | 糸博                            |
| アール・リーマス         | トビン・ベル                 | 田原アルノ          | 田中正彦                        |
| ジョージ・サリヴァン     | ウィリアム・ダフ＝グリフィン | 小関一              | 島香裕                          |
| タニア                   | デブラ・ファレンティノ       |                     | 加藤優子                        |
| ポーラ・ベル             | グウィネス・パルトロー       |                     | 中山真奈美                      |
| マシュー・ロバートソン   | デヴィッド・ボウ             | 高宮俊介            | 小室正幸                        |
| ワージントン             | ダイアナ・ベラミー           | さとうあい          | 磯辺万沙子                      |
| ブリジット               | サラ・メルソン               |                     | 池澤春菜                        |
| クローディア             | ブレンダ・ストロング         | 佐々木るん          | 湯屋敦子                        |
| 麻酔医                   | リチャード・ロー             | 関智一              | 坂口哲夫                        |
| その他                   | N/A                          | 深水由美 菊池いづみ | N/A                             |
| 日本語版制作スタッフ     |                              |                     |                                 |
| 演出                     | 演出                         | 岩見純一            | 福永莞爾                        |
| 翻訳                     | 翻訳                         | 石原千麻            | 宮川桜子                        |
| 調整                     | 調整                         | N/A                 | 山田太平                        |
| 効果                     | 効果                         | N/A                 | リレーション                    |
| 担当                     | 担当                         | N/A                 | 菅原有美子                      |
| プロデューサー           | プロデューサー               | N/A                 | 柳川雅彦 中村公彦               |
| 制作協力                 | 制作協力                     | N/A                 | 武市プロダクション              |
| 制作                     | 制作                         | ACクリエイト        | テレビ東京 ムービーテレビジョン |
| 初回放送                 | 初回放送                     | N/A                 | 1996年6月20日 『木曜洋画劇場』  |

- 2025年5月23日発売の『冷たい月を抱く女 HDリマスター版ブルーレイ』には2種類の吹替を収録[4]。

## 作品の評価
Rotten Tomatoesによれば、30件の評論のうち高評価は57%にあたる17件で、平均点は10点満点中6.40点となっている。
Metacriticによれば、17件の評論のうち、高評価は7件、賛否混在は10件、低評価はなく、平均点は100点満点中52点となっている。
映画評論家のロジャー・イーバートは「はっきり言ってしまえば、この映画は、私が記憶している限り、連続殺人鬼についてのサブプロット全体が単に雰囲気作りのためだけに盛り込まれている唯一の映画である。」と評している。
ピーター・トラヴァースは「サスペンスはあるが持続力がない。」と結論づけている。
allcinemaは「N・キッドマンが今までのイメージを払拭するような悪女ぶりを見せるが、映画自体は“火曜サスペンス劇場”の域を出ていない。」と評している。